# Jaan Talts
Jaan Talts (ur. 19 maja 1944 w Massiaru) – radziecki sztangista, Estończyk, dwukrotny medalista olimpijski i mistrz świata.
Startował w kategorii półciężkiej (do 90 kilogramów) i ciężkiej (do 110 kilogramów). W pierwszej w 1968 w Meksyku zdobył srebrny medal olimpijski, cztery lata później zwyciężył w drugiej. Dwukrotnie był mistrzem świata w 1970 i 1972, stawał na podium tej imprezy oraz mistrzostw Europy, wielokrotnie bił rekordy globu.

## Starty olimpijskie
- Meksyk 1968 – kategoria do 90 kilogramów – srebro
- Monachium 1972 – kategoria do 110 kilogramów – złoto

## Mistrzostwa świata
- Columbus 1970 – kategoria do 110 kilogramów – złoto
- Monachium 1972 – kategoria do 110 kilogramów – złoto